# Ibn Muqla

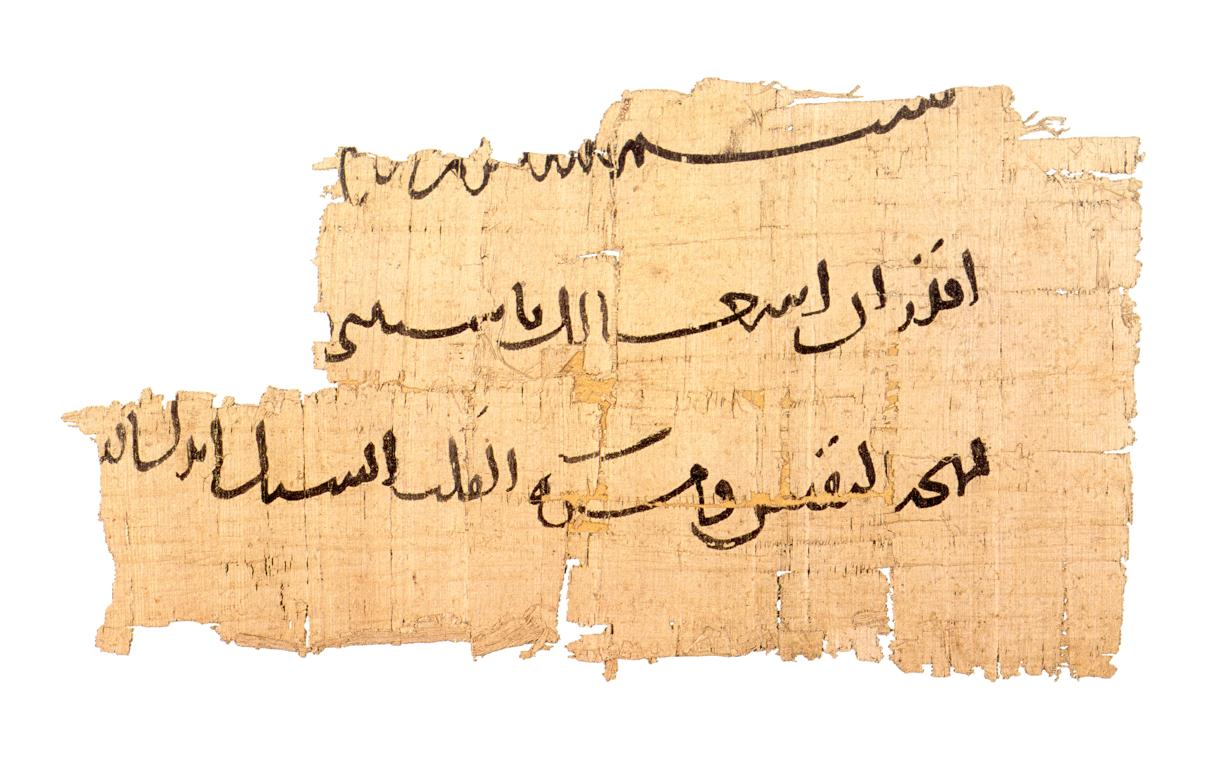
Papyrusfragment aus der Zeit Ibn Muqlas

Ibn Muqla (arabisch ابن مقلة, DMG Ibn Muqla; geboren 886; gestorben 20. Juli 940 in Bagdad) war ein berühmter Kalligraf, der zur Zeit der Abbasiden eine wechselvolle Beamtenlaufbahn hatte. Rafik Schami widmete ihm eine einfühlsame Novelle.

## Leben und Wirken
Ibn Muqla wirkte für die drei abbasidischen Kalifen al-Muqtadir, al-Qahir und ar-Radi als Wesir. Alle drei Amtsperioden endeten damit, dass er in Ungnade fiel und erhebliche vermögensmäßige und sogar körperliche Strafen zu erleiden hatte; schließlich wurde ihm die rechte Hand abgeschlagen. Danach bediente er sich seiner linken Hand oder befestigte die Schreibfeder an seinem Armstumpf und erreichte wieder die gewohnte kalligrafische Meisterschaft.

## Der Kalligraf
Er gilt als großer Standardisierer der arabischen Schrift, die Zuweisung der Umwandlung der kufischen Schrift in die kursiven Stile ist allerdings umstritten. Er definierte einen Kanon von sechs kursiven Schreibstilen (al-aqlam as-sitta) und legte ihm ein auf Punkten als Grundeinheit beruhendes Maßsystem zugrunde, indem er den durch das Aufsetzen der Rohrfeder (Qalam) entstehenden rautenförmigen Punkt zum heute noch gültigen Maßstab machte. Als Kunstwerk galt nur, was in dieser Hinsicht fehlerfrei war.
Die Entwicklung der heute üblichen kursiven Stile Naschī, Thuluth, Muhaqqaq, Reqa, Rihan und Tauqi wird von einigen Quellen Ibn Muqla zugeschrieben.

## Sendschreiben über die Schriftkunst und das Schreibrohr
Von Ibn Muqla hat sich nur diese Schrift erhalten. In den ersten Kapiteln wird das Handwerkliche des Schreibens geschildert, die Tinte, das Zuschneiden der Rohrfeder etc. Besonders interessant sind die folgenden Kapitel, in denen auf die richtigen Proportionen und die Schreibweise der einzelnen Buchstaben eingegangen wird.
Zwei Handschriften sind überliefert, in der ägyptischen Nationalbibliothek in Kairo und in der Tunis-Bibliothek.